# Kyrkjeholmen
Ne doit pas être confondu avec Kyrkjeholmen (Kvinnherad).
Kyrkjeholmen est une île norvégienne du comté de Hordaland appartenant administrativement à Bømlo.

## Description
Rocheuse et couverte d'arbres, à fleur d'eau, elle s'étend sur environ 179 m de longueur pour une largeur approximative de 105 m.  